# Fresno de la Valduerna
Fresno de la Valduerna es una localidad del municipio leonés de Villamontán de la Valduerna, en la Comunidad Autónoma de Castilla y León. El pueblo es regado por el Río de los Peces. Se accede a la localidad a través de la carretera LE-7401.
La iglesia está dedicada a El Salvador.

## Localidades limítrofes
Confina con las siguientes localidades:
- Al norte con Bustos
- Al noreste con Riego de la Vega y Toralino de la Vega.
- Al este con Castrotierra de la Valduerna.
- Al sureste con Villamontán de la Valduerna.
- Al sur con Posada de la Valduerna.
- Al suroeste con Villalís de la Valduerna.
- Al oeste con Robledo de la Valduerna y Robledino de la Valduerna.
- Al noroeste con Tejados.

## Demografía
Evolución de la población
| Gráfica de evolución demográfica de Fresno de la Valduerna entre 2000 y 2017 |
|                                                                              |
| Población de derecho (2000-2017) según el padrón municipal del INE           |

## Historia
Así se describe a Fresno de la Valduerna en el tomo VIII del Diccionario geográfico-estadístico-histórico de España y sus posesiones de Ultramar, obra impulsada por Pascual Madoz a mediados del siglo XIX:

Lugar en la provincia de León (8 leguas), partido judicial de la Bañeza (1 ½), diócesis de Astorga (3), audiencia territorial y capitanía general de Valladolid (22), ayuntamiento de Palacios de la Valduerna; Situado en una hondonada, combatido por los vientos del S y O, y con clima templado; sus enfermedades más comunes son anginas, fiebres gástricas y reumatismos. Tiene 50 casas; iglesia parroquial (San Salvador) servida por un cura de ingreso y libre provisión; 2 ermitas (Santa Marta y el Santísimo Cristo del Amparo), y buenas aguas potables. Confina N Bustos; E Castrotierra; S Posada, y O Robledino, a ½ legua el más distante. El terreno es de mediana calidad, y le fertilizan algún tanto las aguas de un riachuelo llamado de los Peces. Hay montes de encina y carrascal. Los caminos dirigen a los pueblos limítrofes; recibe la correspondencia en la Bañeza. Producciones: trigo, centeno, cebada, lino, legumbres, patatas y buenos pastos; cría ganado lanar y vacuno; caza de conejos, perdices y liebres, y pesca de truchas. Industria: algunos molinos harineros y telares de lienzos caseros. Comercio: extracción de lo sobrante e importación de lo que falta. Población: 45 vecinos, 160 almas. Contribución: con el ayuntamiento.
Diccionario geográfico-estadístico-histórico de España y sus posesiones de Ultramar